# Aracy de Carvalho
Pour les articles homonymes, voir Guimarães (homonymie) et Rosa.
Aracy de Carvalho Guimarães Rosa, née Aracy Moebius de Carvalho à Rio Negro (Brésil) le 5 décembre 1908 et morte le 3 mars 2011, est une agent diplomatique brésilienne, et la deuxième femme de l'écrivain et diplomate brésilien João Guimarães Rosa.

## Biographie
Aracy naît à Rio Negro, Paraná, en 1908. Elle est la fille de Sidonie Moebius de Carvalho, originaire de Saxe-Anhalt en Allemagne, et d'Amadeu Anselmo de Carvalho, un homme d'affaires luso-brésilien qui deviendra plus tard propriétaire du Grande Hotel à Guarujá, la ville où la famille déménage alors qu'Aracy est encore enfant.
En 1930, Aracy épouse l'allemand Johann Eduard Ludwig Tess, avec qui elle a un fils, Eduardo Carvalho Tess, mais cinq ans plus tard, elle se sépare et part vivre avec sa tante, Lucy Luttmer, en Allemagne. Un an plus tard, elle retourne au Brésil pour officialiser son desquite.
Elle est inscrite depuis 1982 au nombre des Justes parmi les Nations pour son action humanitaire comme agent de chancellerie du consulat brésilien à Hambourg pendant la dictature nazie et la Seconde Guerre mondiale (jusqu'en 1942), quand elle a délivré à des milliers de Juifs des visas pour le Brésil sans les marquer du « J » permettant de les identifier, et alors que le dictateur Getúlio Vargas avait officieusement demandé de ne pas accorder l'asile aux Juifs.
Elle meurt le 3 mars 2011 à 102 ans.